# Dianthus hypanicus
Dianthus hypanicus là loài thực vật có hoa thuộc họ Cẩm chướng. Loài này được Andrz. mô tả khoa học đầu tiên năm 1860.